# On the Job
Série
On the Job 2: The Missing 8
(2021)
Pour plus de détails, voir Fiche technique et Distribution.
On the Job est un film policier philippin produit, écrit et réalisé par Erik Matti, sorti en 2013. 
Une suite intitulé On the Job 2: The Missing 8 sort en 2021.

## Synopsis
Des politiciens véreux, avec l'aide de gardiens de prison, font s'échapper quelques heures des tueurs à gage afin d'assassiner leurs rivaux aux élections.

## Fiche technique
- Titre original : On the Job
- Réalisation : Erik Matti
- Scénario : Erik Matti
- Direction artistique : Richard Somes
- Décors :
- Costumes :
- Montage :
- Musique :
- Photographie :
- Son :
- Production : Erik Matti
- Sociétés de production : Reality Entertainment, Star Cinema Productions et XYZ Films
- Sociétés de distribution :  : Star Cinema
- Pays d’origine :  Philippines
- Budget :
- Langue : Tagalog/anglais
- Durée :
- Format :
- Genre : Film policier
- Dates de sortie
- France : mai 2013 (festival de Cannes 2013)

## Distribution
- Piolo Pascual
- Gerald Anderson
- Joel Torre
- Angel Aquino
- Michael De Mesa
- Joey Marquez
- William Martinez

## Distinctions

### Nominations
- Festival de Cannes 2013 : en compétition, sélection « Quinzaine des réalisateurs »